# Rue d'Olivet
Rue d'Olivet är en gata i Quartier de l'École-Militaire i Paris sjunde arrondissement. Gatans namn är av oklart ursprung. Rue d'Olivet börjar vid Rue Vaneau 68 och slutar vid Rue Pierre-Leroux 9.

## Omgivningar
- Chapelle Saint-Vincent-de-Paul
- Jardin Catherine-Labouré
- Impasse de Valmy
- Cité Vaneau
- Rue du Bac
- Impasse Oudinot
- Cité de Varenne
- Rue Régis
- Rue de Bérite

## Bilder
| - Gatuskylt. - Chapelle Saint-Vincent-de-Paul. - Jardin Catherine-Labouré. |

## Kommunikationer
- Tunnelbana – linje  – Vaneau
- Busshållplats Vaneau – Saint-Romain – Paris bussnät

### Webbkällor
- ”Rue d'Olivet”. Mairie de Paris. https://web.archive.org/web/20210207082121/http://www.v2asp.paris.fr/commun/v2asp/v2/nomenclature_voies/Voieactu/6824.nom.htm. Läst 11 november 2023.
- ”Rue d'Olivet (7ème arrondissement)”. Les rues de Paris. https://web.archive.org/web/20160409064627/http://www.parisrues.com/rues07/paris-07-rue-d-olivet.html. Läst 11 november 2023.